# Passiflora stenosepala
Passiflora stenosepala är en passionsblomsväxtart som beskrevs av Ellsworth Paine Killip. Passiflora stenosepala ingår i släktet passionsblommor, och familjen passionsblomsväxter. Inga underarter finns listade i Catalogue of Life.